# John Boswell
John Boswell (anglès: John Eastburn Boswell)  (Boston, 20 de març de 1947 - New Haven, 24 de desembre de 1994) fou un historiador i filòleg estatunidenc.
Boswell nasqué al si d'una família conservadora i militar, es graduà al Col·legi de William and Mary, un col·legi catòlic. Fou un medievalista i filòleg que parlava fluidament diverses llengües, entre d'altres el català. Es doctorà a la Universitat Harvard el 1975 i ingressà a la facultat d'història de la Universitat Yale, on es convertí en professor el 1982. El 1987 Boswell ajudà a organitzar i a fundar el Centre d'Estudis Gai i Lèsbics de la Universitat Yale. Rebé la distinció de Professor d'Història Whitney Griswold el 1990 mentre era designat per a la càtedra d'història per a un període de dos anys al departament d'història a la Universitat Yale. Recorregué totes les grans biblioteques d'Europa. Els seus treballs i estudis sobre la història medieval foren reconeguts per la seva organització i mètodes. Morí a causa de la sida el 1994 quan tenia 47 anys.